# Marcel-Paul Schützenberger
Marcel-Paul "Marco" Schützenberger (24 de outubro de 1920 – 29 de julho de 1996) foi um matemático e Doutor em medicina francês. Seu trabalho teve impacto sobre os campos de linguagem formal, combinatória e teoria da informação. Além de seus resultados formais em matemática, ele era "profundamente envolvido em uma luta contra os devotos do [neo-]Darwinismo", uma postura que resultou em algumas reações mistas dos seus pares e dos críticos de sua posição sobre a evolução. Vários teoremas notáveis e objetos em matemática carregam o seu nome (por exemplo grupo de Schutzenberger). Paul Schützenberger foi seu bisavô.

## Contribuições para medicina e a biologia
O primeiro doutorado de Schützenberger, na medicina, foi concedido em 1948 a partir da Faculté de Médecine de Paris. Sua tese de doutorado, sobre o estudo estatístico do sexo no nascimento, foi distinguida pelo prêmio Baron Larrey da Academia Francesa de Medicina.
O biólogo Jacques Besson, um co-autor com Schützenberger sobre um tema biológico, embora salientando que Schützenberger é talvez mais lembrado para o trabalho em campos matemáticos puros, credita-o por provavelmente ser responsável pela introdução da análise sequencial estatística na prática hospitalar francesa.

## Contribuições para a matemática e a lingüística
O segundo doutorado da Schützenberger foi concedido em 1953 pela Universidade de Paris III.  Este trabalho, desenvolvido a partir dos resultados anteriores é contado entre os primeiros trabalhos acadêmicos franceses influentes na teoria da informação.  Seu impacto posterior, tanto em lingüística quanto em análise combinatória é refletido por dois teoremas em linguística formal, (o teorema da enumeração de Chomsky - Schützenberger e o teorema da representação de Chomsky–Schützenberger), e um em combinatória (o teorema Schützenberger).  Com Alain Lascoux, Schützenberger é creditado com a fundação da noção de monoide pláxico, refletido no nome da estrutura combinatória chamada por alguns árvore Lascoux-Schützenberger.
O matemático Dominique Perrin creditou Schützenberger com "influenciar profundamente a teoria da semigrupos", e "resultados profundos em funções racionais e transdutores", entre outros impactos sobre a matemática.

## Ofícios, honras e reconhecimentos
Professor catedrático e outro ensinos
- Professor na Faculdade de Ciências da Universidade de Poitiers (1957–1963)
- Professor (Lecturer) da Faculdade de Medicina da Universidade de Harvard (1961–1962)
- Diretor de Pesquisa na CNRS (1963–1964)
- Professor na Universidade de Paris (1964–1970)
- Professor na Faculdade de Ciências da Universidade Paris VII (1970-até a sua morte em 1996)

Honras nacionais
- Em 1988, depois de ter sido um Correspondente desde 1979, Schützenberger foi feito um Membro pleno da Academia Francesa de Ciências.

Reconhecimento póstumo
Após sua morte, duas revistas em matemática teórica dedicaram edições especiais a memória do Schützenberger.  Ele foi comemorado dessa maneira pelo Theoretical Computer Science em 1998 e outra vez pelo International Journal of Algebra and Computation em 1999.
O matemático David Berlinski forneceu esta dedicação em seu livro 2000 O advento do Algoritmo --- a ideia de que governa o mundo:  À la mémoire de mon ami . . M. P. Schützenberger, 1921-1996.

## Publicações
O trabalho de Marcel-Paul Schützenberger está publicado no site dedicado a ele.
- Théorie géométrique des polynômes eulériens. avec Dominique Foata, Berlin, Heidelberg, New York, Springer, 1970. OCLC 249981596
- Triangle de pensées, avec Alain Connes et André Lichnerowicz, Paris, O. Jacob ; Saint-Gély du Fesc : Espace 34, 2000. ISBN 9782738107626
- Les failles du darwinisme, La Recherche, Predefinição:Numéro283, Predefinição:Date-
- Œuvres complètes, éditées par Jean Berstel, Alain Lascoux et Dominique Perrin, Institut Gaspard-Monge, Université Paris-Est, 2009. OCLC 690381304